# Смит, Сирил Стэнли
Сири́л Стэ́нли Смит (англ. Cyril Stanley Smith; 4 октября 1903 — 25 августа 1992) — английский и американский металлург и историк физики. Известен разработкой металлов для ядерных испытаний в ходе Манхэттенского проекта.
Член Национальной академии наук США (1957).

## Биография
Родился 4 октября 1903 года в Бирмингеме, Англия. Изучал металлургию в Бирмингемском университете (закончил со степенью бакалавра наук в 1924 году) и Массачусетском технологическом институте (получил степень доктора наук в 1926 году). С 1927 года работал в American Brass Company. В 1942 году был призван для работы в Металлургическом военном комитете, откуда был направлен в Лос-Аламосскую национальную лабораторию для работы над Манхэттенским проектом.
После войны работал в Чикагском университете. Затем перешёл в Массачусетский технологический институт, где получил звание заслуженного профессора.
Позднее опубликовал ряд работ по истории физики.

## Награды
- 1955 — Стипендия Гуггенхайма (так же получал эту стипендию в 1978)
- 1961 — Премия Pfizer[англ.]
- 1966 — Медаль Леонардо да Винчи[англ.]
- 1972 — Премия Эбботта Ашера[англ.]
- 1981 — Премия Dexter[англ.]
- 1991 — Премия Эндрю Геманта, Американское астрономическое общество